# Blandyn
Blandyn – imię męskie pochodzące od łacińskiego imienia Blandinus, utworzonego od przymiotnika blandus (ż. blanda), 'pochlebny, powabny, wdzięczny, czarujący'. Patronem imienia jest św. Blandyn (Bladyn) z VII wieku, jedyny święty o tym imieniu.
Żeńskim odpowiednikiem jest Blandyna.
Blandyn imieniny obchodzi 5 listopada.